# 市场观察
市场观察是一个提供金融信息、商业新闻、分析和股市数据的网站，总部位于美国纽约。与《华尔街日报》和《巴伦周刊》一样，它是新闻集团的子公司道琼斯公司的全资子公司。

## 历史沿革
Marketwatch.com域名注册于1997年7月30日，1997年10月30日正式推出，汤姆·卡兰德拉（Thom Calandra）担任网站主编。
2003年，大卫·卡拉威（David Callaway）接替卡兰德拉职务成为主编。1999年1月，在互联网泡沫时期，Marketwatch实现首次公开募股，每股定价17美元，募集资金4575万美元。
2000年6月，与《金融时报》成立合资企业，彼得·贝尔（Peter Bale）担任总编辑。2004年1月，卡兰德拉辞职。2005年1月，道琼斯公司以5.28亿美元的总代价收购了MarketWatch。